# Čileanske regije
Čileanske regije (španjolski: Regiones de Chile) su prvi stupanj administrativne podjele Čilea. Čile je podijeljen na 15 regija. Na čelu svake regije je intendant (intendente), koje imenuje predsjednik, a posredno izabran za tijelo poznato kao Regionalni odbor (consejo regional).
Regije su podijeljeni na provincije (druga razina administrativne podjele), na čelu svake provincije je guverner (Gobernador), koje imenuje predsjednik. Postoje ukupno 54 provincije. Provincije su dalje podijeljene u općine (treća i najniža razina upravne podjele).

## Popis regija
Površinom najveća regija je najjužnija regija Magallanes y de la Antártica Chilena, dok je brojem stanovnika najveća regija Metropolitana de Santiago u kojoj se nalazi i glavni grad zemlje Santiago.
| Broj | Regija                                    | Glavni grad  | Površina      | Stanovništvo (2) |  |
| ---- | ----------------------------------------- | ------------ | ------------- | ---------------- |  |
| XV   | Arica i Parinacota                        | Arica        | 16.873,3 km²  | 189.692          |  |
| I    | Tarapacá                                  | Iquique      | 42.225,8 km²  | 286.105          |  |
| II   | Antofagasta                               | Antofagasta  | 126.049,1 km² | 547.933          |  |
| III  | Atacama                                   | Copiapó      | 75.176,2 km²  | 272.402          |  |
| IV   | Coquimbo                                  | La Serena    | 40.579,9 km²  | 677.300          |  |
| V    | Valparaíso                                | Valparaíso   | 16.396,1 km²  | 1.682.005        |  |
| RM   | Metropolitana de Santiago                 | Santiago     | 15.403,2 km²  | 6.607.805        |  |
| VI   | Libertador General Bernardo O'Higgins     | Rancagua     | 16.387,0 km²  | 849.120          |  |
| VII  | Maule                                     | Talca        | 30.269,1 km²  | 975.244          |  |
| VIII | Biobío                                    | Concepción   | 37.068,7 km²  | 1.982.649        |  |
| IX   | La Araucanía                              | Temuco       | 31.842,3 km²  | 937.259          |  |
| XIV  | Los Ríos                                  | Valdivia     | 18.429,5 km²  | 373.712          |  |
| X    | Los Lagos                                 | Puerto Montt | 48.583,6 km²  | 794.529          |  |
| XI   | Aysén del General Carlos Ibáñez del Campo | Coyhaique    | 108.494,4 km² | 100.417          |  |
| XII  | Magallanes y de la Antártica Chilena (1)  | Punta Arenas | 132.033,5 km² | 156.502          |  |

(1) Uključivši i Čileanski Antarktički teritorij površina iznosi 1.382.291,1 km²
(2) Procjena od 30. lipnja 2006. - INE Compendio Estadístico Año 2006